# Jorhat (Distrikt)
Jorhat ist ein Distrikt des indischen Bundesstaats Assam. Sitz der Verwaltung ist die gleichnamige Stadt Jorhat.

## Geografie
Der Distrikt liegt im Osten von Assam. Er grenzt im Norden an den Distrikt Majuli, im Nordosten und Osten an den Distrikt Sivasagar, im Südosten und Süden an den indischen Bundesstaat Nagaland sowie im Westen an den Distrikt Golaghat.
Der Distrikt liegt überwiegend in der Tiefebene von Assam südlich des Brahmaputras. Die Fläche beträgt 1758 km².

## Geschichte
Der Distrikt Jorhat teilt die Geschichte mit den Nachbardistrikten. Zuerst gehörte er von 350 bis 1140 zum Reich Kamarupa, später zum Königreich Ahom. Die Könige der Ahom-Dynastie verlegten 1794 die Hauptstadt ihres Königreichs nach Jorhat. Ab 1816 stand das Gebiet unter starkem Einfluss von Birma. Nach dem Ersten Anglo-Birmanischen Krieg kam die Region nach dem Vertrag von Yandaboo unter die Herrschaft der Britischen Ostindien-Kompanie. Diese schuf 1839 den Distrikt Sibsagar (Sivasagar), zu dem Jorhat gehörte. Der heutige Distrikt entstand am 1. Juli 1983 aus Teilen des Distrikts Sivasagar. Im Jahr 2016 verkleinerte sich das Gebiet auf die heutige Fläche. Damals spaltete sich der Subdistrikt (Kreis) Majuli vom restlichen Distrikt Jorhat ab und bildete den neuen Distrikt Majuli.

## Bevölkerung

### Einwohnerentwicklung
In den ersten Jahrzehnten des 20. Jahrhunderts wuchs die Bevölkerung bereits stark. Dies trotz Seuchen, Krankheiten und Hungersnöten. Seit der Unabhängigkeit Indiens hält die starke Bevölkerungszunahme weiterhin an. Das Wachstum betrug in den fünfzig Jahren zwischen 1961 und 2011 98 %. Die Bevölkerungszunahme zwischen 2001 und 2011 lag bei nur 9,36 % oder rund 79.000 Menschen. Offizielle Bevölkerungsstatistiken der heutigen Gebiete sind seit 1901 bekannt und veröffentlicht.
Im Jahr 2016 spaltete sich der Subdistrikt Majuli ab und wurde zu einem eigenen Distrikt. Die unten genannten Zahlen stellen den Stand von 2022 dar. Die Zahlen sind die Summe der Subdistrikte Jorhat, Teok und Titabor für 1951 und 1961, die Summe der Subdistrikte Jorhat, Mariani (Abspaltung von Jorhat), Teok und Titabor für 1971 und die Summe der Subdistrikte Jorhat East, Jorhat West, Mariani, Teok und Titabor (ab 1991). Die Zahlen stammen aus den jeweiligen District Census Hand Books des Distrikts Sibsagar (1951 bis 1971) und ab 1991 des Distrikts Jorhat. Wegen Unruhen gab es 1981 keine vollumfängliche Volkszählung im Bundesstaat Assam. Die Entwicklung verdeutlicht folgende Tabelle:
| Jahr      | 1951    | 1961    | 1971    | 1981    | 1991    |
| Einwohner | 373.793 | 467.163 | 552.827 | k. Ang. | 735.828 |

### Bedeutende Orte
Im Distrikt gibt es elf Orte, die als Städte (towns und notified towns) gelten. In diesen Städten wohnen insgesamt 220.534 Menschen oder 23,84 % der Distriktsbevölkerung. Mit Abstand die einwohnerreichste Siedlung ist der Distriktshauptort Jorhat. Die vier Städte mit mehr als 10.000 Einwohnern sind:
Städte mit weniger als 10.000 Einwohnern sind Chekonidhara (9026 Personen), Teok (8795 Personen), Kumar Kaibarta Gaon (8056 Personen), Charingia Gaon (5094 Personen), Naubaisa Goan (5015 Personen), Dhekorgorha (4708 Personen) und Nowsolia Gaon (4312 Personen).

### Volksgruppen
In Indien teilt man die Bevölkerung in die drei Kategorien general population, scheduled castes und scheduled tribes ein. Die scheduled castes (anerkannte Kasten) mit (2011) 64.787 Menschen (7,00 Prozent der Bevölkerung) werden heutzutage Dalit genannt (früher auch abschätzig Unberührbare betitelt). Die scheduled tribes sind die anerkannten Stammesgemeinschaften mit (2011) 62.368 Menschen (6,74 Prozent der Bevölkerung), die sich selber als Adivasi bezeichnen. Zu ihnen gehören in Assam 23 Volksgruppen. Detailzahlen für die einzelnen Stammesgemeinschaften sind nur bis zur Höhe der Distrikte veröffentlicht. Da aber im Distrikt Jorhat bei der letzten Volkszählung die Miri 73,1 % und die Kachari 15,8 % der Anzahl Personen in anerkannten Stammesgemeinschaften zählen, sind diese beiden scheduled tribes auch im heutigen Distrikt dominierend. Die Anteile der scheduled tribes sind in allen Subdivisionen tief. Die Höchstzahlen erreichen sie in der Subdivision Titabor (26.586 Adivasi; 13,18 % der dortigen Bevölkerung und 42,6 % aller Adivasi im Distrikt) und in der Subdivision Jorhat West (20.962 Adivasi; 9,91 % der dortigen Bevölkerung und 33,6 % aller Adivasi).

### Bevölkerung des Distrikts nach Sprachen
Die Bevölkerung des Distrikts hat eine deutliche Mehrheit von Menschen mit Assami (88,65 %) als Muttersprache. Andere bedeutende Sprachgruppen sind Hindi (mit Hindi, Sadan/Sadri und Bhojpuri; 4,16 %), Bengali (3,77 %) und die sinotibetische Sprache Miri/Mishing. Alle diese Sprachgruppen haben jeweils mehr als 10.000 Muttersprachler. Kleinere Sprachgruppen mit mehr als 1.000 Muttersprachlern sind Odia und Nepali.
Assami ist in allen fünf Subdistrikten und sämtlichen Städten mit Ausnahme von Mariani Mehrheitssprache. Hochburgen sind die Subdistrikte Teok (95,39 % Anteil an der dortigen Bevölkerung) und Titabor (95,22 % Anteil an der dortigen Bevölkerung) sowie die Städte Charingia Gaon, Dhekorgorha, Naubaisa Goan und Teok.
Bengali und Hindi haben ihre Hochburgen im Subdistrikt Jorhat East mit Anteilen von 8,61 respektive 8,16 Prozent. In den Städten ist Hindi in Nowsolia Gaon sowie Bengali und Hindi in den Städten Jorhat und Mariani überdurchschnittlich stark vertreten. In Mariani ist Bengali mit 59,62 % Anteil sogar Mehrheitssprache.
Miri/Mishing hat seine Hochburg im Subdistrikt Jorhat West (4,75 % Anteil an der dortigen Bevölkerung). Zuwanderersprachen sind Nepali, Odia und Punjabi, die ihre Hochburgen in den Städten haben. Die weitverbreitetsten Einzelsprachen zeigt die folgende Tabelle:
| Jahr                                   | Assami  | Assami | Bengali | Bengali | Hindi  | Hindi | Miri/Mishing | Miri/Mishing | Sadan/Sadri | Sadan/Sadri | Odia | Odia | Nepali | Nepali | Bhojpuri | Bhojpuri | Gesamt  | Gesamt   |
| Jahr                                   | Zahl    | %      | Zahl    | %       | Zahl   | %     | Zahl         | %            | Zahl        | %           | Zahl | %    | Zahl   | %      | Zahl     | %        | Zahl    | %        |
| -------------------------------------- | ------- | ------ | ------- | ------- | ------ | ----- | ------------ | ------------ | ----------- | ----------- | ---- | ---- | ------ | ------ | -------- | -------- | ------- | -------- |
| 2011                                   | 819.637 | 88,61  | 34.875  | 3,77    | 28.112 | 3,04  | 15.056       | 1,63         | 3879        | 0,42        | 3235 | 0,35 | 3152   | 0,34   | 2833     | 0,31     | 924.952 | 100,00 % |
| Quelle: Ergebnis der Volkszählung 2011 |         |        |         |         |        |       |              |              |             |             |      |      |        |        |          |          |         |          |

### Bevölkerung des Distrikts nach Bekenntnissen
Eine klare Mehrheit der Einwohnerschaft sind Hindus. Daneben gibt es noch eine starke muslimische und eine kleinere christliche Minderheit. Alle anderen Glaubensgemeinschaften stellen nur kleine Bevölkerungsanteile.
Alle fünf Subdistrikte und sämtliche elf Städte haben hinduistische Mehrheiten mit Anteilen zwischen 82,35 % in der Stadt Titabor und 99,43 % in der Stadt Dhekorgorha. Überdurchschnittlich vertreten sind die Muslime in den Städten Titabor (16,16 % Bevölkerungsanteil) und Jorhat (10,50 %) sowie im Subdistrikt Jorhat East (9,08 % Bevölkerungsanteil). Von den Christen leben 19.097 oder 91,83 % auf dem Land. Die Hochburgen sind die Subdistrikte Mariani (4,85 % Bevölkerungsanteil) und Titabor (4,48 % Anteil). Alle anderen Glaubensgemeinschaften erreichen keine nennenswerte Bevölkerungsanteile. Die genaue religiöse Zusammensetzung der Bevölkerung zeigt folgende Tabelle:
| Jahr                                   | Buddhisten | Buddhisten | Christen | Christen | Hindus  | Hindus | Jainas | Jainas | Muslime | Muslime | Sikhs | Sikhs | Andere | Andere | keine Angaben | keine Angaben | Gesamt  | Gesamt   |
| Jahr                                   | Zahl       | %          | Zahl     | %        | Zahl    | %      | Zahl   | %      | Zahl    | %       | Zahl  | %     | Zahl   | %      | Zahl          | %             | Zahl    | %        |
| -------------------------------------- | ---------- | ---------- | -------- | -------- | ------- | ------ | ------ | ------ | ------- | ------- | ----- | ----- | ------ | ------ | ------------- | ------------- | ------- | -------- |
| 2011                                   | 2374       | 0,26       | 20.796   | 2,25     | 842.520 | 91,09  | 709    | 0,08   | 54.092  | 5,85    | 1524  | 0,16  | 54     | 0,01   | 2883          | 0,31          | 924.952 | 100,00 % |
| Quelle: Ergebnis der Volkszählung 2011 |            |            |          |          |         |        |        |        |         |         |       |       |        |        |               |               |         |          |

### Geschlechterverteilung
Der Distrikt hatte – für Indien üblich – stets mehr männliche als weibliche Einwohner. Der einst hohe Männerüberschuss sank aber in den letzten Jahrzehnten auf ein ausgeglichenes Geschlechterverhältnis. Bei den jüngsten Bewohnern (102.532 Personen unter 7 Jahren) liegen die Anteile bei 52.104 Personen männlichen (50,82 Prozent) zu 50.428 Personen (49,18 Prozent) weiblichen Geschlechts.
| Verteilung der Bevölkerung nach Geschlecht im Distrikt Jorhat |                   |                   |                   |                   |                   |                   |                   |                   |                   |                   |                   |                   |
|                                                               | Volkszählung 1951 | Volkszählung 1951 | Volkszählung 1961 | Volkszählung 1961 | Volkszählung 1971 | Volkszählung 1971 | Volkszählung 1991 | Volkszählung 1991 | Volkszählung 2001 | Volkszählung 2001 | Volkszählung 2011 | Volkszählung 2011 |
| Anzahl                                                        | Anteil            | Anzahl            | Anteil            | Anzahl            | Anteil            | Anzahl            | Anteil            | Anzahl            | Anteil            | Anzahl            | Anteil            |                   |
| GESAMT                                                        | 373.797           | 100 %             | 467.163           | 100 %             | 552.827           | 100 %             | 735.828           | 100 %             | 845.821           | 100 %             | 924.952           | 100 %             |
| Männer                                                        | 199.931           | 53,49 %           | 251.826           | 53,91 %           | 293.227           | 53,04 %           | 385.115           | 52,34 %           | 437.534           | 51,73 %           | 471.239           | 50,95 %           |
| Frauen                                                        | 173.866           | 46,51 %           | 215.337           | 46,09 %           | 259.600           | 46,96 %           | 350.713           | 47,66 %           | 408.287           | 48,27 %           | 453.713           | 49,05 %           |

## Bildung
Dank bedeutender Anstrengungen steigt die Alphabetisierung. Sie liegt mittlerweile bei rund 82,8 %. Im städtischen Bereich können immerhin mehr als 90 Prozent der Männer lesen und schreiben. Auf dem Land bei den Frauen immerhin rund 74 Prozent. Typisch für indische Verhältnisse sind die starken Unterschiede zwischen den Geschlechtern und der Stadt-/Landbevölkerung. Dennoch liegen Höchstwert (Männer; Stadtbevölkerung) und Tiefstwert (Frauen; Landbevölkerung) selbst für indische Verhältnisse nahe beieinander.
Auch in den fünf Subdistrikten des Distrikts gibt es erhebliche Unterschiede in der Alphabetisierung. Im Subdistrikt Mariani liegt der Anteil der Menschen, die lesen und schreiben können, bei 73,35 % (Männer 80,39 % und Frauen 66,13 %). Den höchsten Wert hält der Subdistrikt Jorhat East mit 90,43 % (Männer 93,07 % und Frauen 87,62 %).
| Alphabetisierung im Distrikt Jorhat    |                   |                   |
| Einheit                                | Volkszählung 2011 | Volkszählung 2011 |
| Einheit                                | Anzahl            | Anteil            |
| GESAMT                                 | 680.822           | 82,78 %           |
| Männer                                 | 368.366           | 87,89 %           |
| Frauen                                 | 312.456           | 78,22 %           |
| STADT GESAMT                           | 180.181           | 90,39 %           |
| Stadt-Männer                           | 95.637            | 92,89 %           |
| Stadt-Frauen                           | 84.544            | 87,72 %           |
| LAND GESAMT                            | 500.641           | 80,35 %           |
| Land-Männer                            | 272.729           | 86,26 %           |
| Land-Frauen                            | 227.912           | 74,26 %           |
| Quelle: Ergebnis der Volkszählung 2011 |                   |                   |

## Verwaltungsgliederung
Der Distrikt teilt sich heute in die fünf Subdistrikte Jorhat East, Jorhat West, Mariani, Teok und Titabor auf.